# Subterfuge Records
Subterfuge Records és una companyia discogràfica independent espanyola. Fundada el 1989 per Carlos Galán i tenint com a origen el fanzine Subterfuge —referent de la cultura underground des del seu primer número— la companyia amb seu a Madrid ha impulsat les carreres de bandes fonamentals com Australian Blonde, Manta Ray, Dover, Mastretta, Najwa Nimri, Carlos Jean, Ellos . Sadie, Mercromina, Undershakers, Pauline a la Platja o Cycle, entre molts altres.
Va publicar “⁣Devil Came to Me”, el disc més venut de la història de la música independent a Espanya i l'únic que va arribar a aconseguir 6 discos de platí.
Pel segell han passat artistes com Lidia Damunt, Tulsa, The Unfinished Sympathy, Krakovia, Fuzzy White Casters, VaneXXa, Templeton, Spunkfool, Seine, Virüs, Mamut, Damills, Carlos Jean, Dover, Fango.
Actualment, el seu catàleg està compost pel treball d'artistes com Anni B Sweet, Neuman, Maryland, Meneo, McEnroe, Arizona Baby, Corizonas, Samantha Hudson, El Meister, Nena Daconte, Jordana B, Texxcoco, Niña Polaca o La La Love You.